# 광도초등학교
광도초등학교는 대한민국 경상남도 통영시 광도면 노산리에 있는 공립 초등학교이다.

## 학교 연혁
- 1938년 4월 19일 광도제2공립심상소학교 개교
- 1941년 4월 1일 광도제2공립국민학교로 개칭
- 1945년 8월 15일 광도국민학교로 교명 개칭
- 1981년 3월 5일 병설유치원 1학급 인가
- 1985년 8월 29일 광도 수영장 신축
- 1987년 9월 17일 급식소 신축
- 1994년 2월 28일 임도분교장 폐교
- 1996년 3월 1일 광도초등학교로 교명 개칭
- 1998년 3월 1일 신애분교장 폐교
- 1999년 9월 1일 광호초등학교 통합
- 1999년 12월 8일 학교 방송실 설치
- 2004년 12월 27일 종합 학습관 신축
- 2008년 12월 10일 구름다리, 그네, 정글짐 설치
- 2009년 3월 11일 특수교육지원센터 개관
- 2010년 10월 14일 수영장 철거
- 2011년 7월 25일 녹지 공원 조성
- 2011년 8월 25일 장애인 편의시설 설치
- 2012년 2월 16일 제69회 졸업식(총 졸업생수 6012명)
- 2012년 4월 9일 방과후학교 골프실 설치
- 2012년 4월 17일 장애인 시설 핸드레일
- 2013년 2월 19일 제70회 졸업식(총 졸업생수 6041명)
- 2013년 4월 24일 돌봄교실 1학급 증설 운영
- 2014년 1월 29일 방송실 현대화 사업
- 2015년 2월 13일 제72회 졸업식(총 졸업생수 6,073명)
- 2016년 2월 13일 제73회 졸업식 (총 졸업생 수 6,097명)
- 2017년 2월 15일 제74회 졸업식(총 졸업생수 6,132명)
- 2017년 3월 1일 제30대 엄태철 교장 취임

## 참고 자료
- 광도초등학교 - 한국교육학술정보원 학교알리미